# Omloop der Kempen Ladies
Le Circuit de Campine féminin (en néerlandais : Omloop der Kempen Ladies) est une course cycliste néerlandaise disputée à Veldhoven, dans le Brabant-Septentrional. 
Cette course d'un jour est organisée pour la première fois en 1997 aux côtés de la course masculine du même nom, l'Omloop der Kempen. Elle fait partie du calendrier national aux Pays-Bas jusqu'en 2021. Depuis la saison 2022, la course féminine figure au calendrier des courses UCI et est classée en catégorie 1.2 jusqu'en 2024, et en catégorie 1.1 depuis 2025. Le parcours est plat et traverse la province du Brabant-Septentrional dans le sud des Pays-Bas, avec le départ et l'arrivée à Veldhoven.
La Néerlandaise Leontien Zijlaard-van Moorsel détient le record de victoires avec quatre succès.
L'édition 2020 est annulée en raison du contexte sanitaire lié à la pandémie de Covid-19.

## Palmarès
| Année | Vainqueur               | Deuxième                | Troisième               |
| ----- | ----------------------- | ----------------------- | ----------------------- |
| 1997  | Inge Velthuis           | Leontien van Moorsel    | Nicole Vermast          |
| 1998  | Leontien van Moorsel    | Martine Bras            | Angela van Smoorenburg  |
| 1999  | Leontien van Moorsel    | Edith Klep-Moerenhout   | Debby Mansveld          |
| 2000  | Leontien van Moorsel    | Sissy van Alebeek       | Edith Klep-Moerenhout   |
| 2001  | Kirsty Robb             | Tanja Hennes-Schmidt    | Sharon van Essen        |
| 2002  | Josephine Groeneveld    | Andrea Bosman           | Sandra Oosterbosch      |
| 2003  | Bertine Spijkerman      | Debby Mansveld          | Sissy van Alebeek       |
| 2004  | Leontien van Moorsel    | Ghita Beltman           | Suzanne de Goede        |
| 2005  | Kristy Miggels          | Adrie Visser            | Francis Linthorst       |
| 2006  | Linda Villumsen         | Sandra Missbach         | Kirsten Wild            |
| 2007  | Suzanne de Goede        | Claudia Witteveen       | Sissy van Alebeek       |
| 2008  | Iris Slappendel         | Marianne Vos            | Ellen van Dijk          |
| 2009  | Chloe Hosking           | Danielle Bekkering      | Elise van Hage          |
| 2010  | Marianne Vos            | Chantal Blaak           | Suzanne de Goede        |
| 2011  | Marianne Vos            | Suzanne de Goede        | Vera Koedooder          |
| 2012  | Suzanne de Goede        | Nina Kessler            | Sarah Düster            |
| 2013  | Annemiek van Vleuten    | Amy Pieters             | Thalita de Jong         |
| 2014  | Maaike Polspoel         | Amy Pieters             | Nina Kessler            |
| 2015  | Ashlynn van Baarle      | Kyara Stijns            | Monique van de Ree      |
| 2016  | Esther van Veen         | Femke van Kessel        | Marjolein van 't Geloof |
| 2017  | Marjolein van 't Geloof | Lorena Wiebes           | Leonie Lubbinge         |
| 2018  | Winanda Spoor           | Annet Pit               | Monique van de Ree      |
| 2019  | Lorena Wiebes           | Amber van der Hulst     | Monique van de Ree      |
| 2021  | Maike van der Duin      | Marjolein van 't Geloof | Lieke Nooijen           |
| 2022  | Rachele Barbieri        | Sofie van Rooijen       | Nina Kessler            |
| 2023  | Charlotte Kool          | Daria Pikulik           | Maike van der Duin      |
| 2024  | Sara Fiorin             | Lara Gillespie          | Marjolein van 't Geloof |
| 2025  | April Tacey             | Nienke Veenhoven        | Valentine Fortin        |